# سوترکین
سوترکین یک موجود کوچک افسانه ای به اندازه یک موش است که گمان می رفت زنان خاصی قادر به به دنیا آوردن آن بوده اند. خاستگاه این فانتزی در ابتدا شوخی در قرن هجدهم نهفته است و برخی از پزشکان برجسته آن روز آن را واقعی می دانستند.  به تمایل زنان هلندی نسبت داده می‌شود که مکرراً روی اجاق‌ها بنشینند یا از آن‌ها در زیر کت‌های خود برای گرم نگه‌داشتن استفاده کنند، از این رو باعث پرورش نوع کوچکی از حیوانات می‌شود که بالغ می‌شوند و به دنیا می‌آیند.
جان ماوبری ، پزشک انگلیسی، اثری با عنوان پزشک زن منتشر کرد که در آن پیشنهاد کرد که زنان می توانند سوترکینه به دنیا بیاورند. موبری طرفدار تأثیر مادر بود، یک عقیده عمومی مبنی بر اینکه حاملگی و بارداری می تواند تحت تأثیر آنچه که مادر باردار در خواب دیده یا می بیند، باشد.  موبری به زنان باردار هشدار داد که آشنایی بیش از حد با حیوانات خانگی می تواند فرزندان آنها را شبیه به آن حیوانات کند. او در مورد مری تافت ، که به نظر می‌رسید نظریه خود را با به دنیا آوردن خرگوش اثبات می‌کرد، درگیر بود، اگرچه کل ماجرا در نهایت به دلیل فریبکاری که بود فاش شد. 

## فرهنگ عامه
شخصیت همنام در استوارت لیتل اثر ای بی وایت، یک آدمک است.

## لینک های خارجی
- مدخل دیکشنری آنلاین وبستر برای Sooterkin